# Corbicula
Corbicula es un género de moluscos bivalvos de agua dulce que cuenta con más de 500 especies. La más conocida es Corbicula fluminea, una especie originaria de Asia e invasora en muchas áreas del mundo.

## Nombre científico
El nombre del género deriva del latín corbis "canasta", refiriéndose al formato de su concha. En Argentina se les suele apodar "cucharitas" por su forma.

## Especies
Lista incompleta.
- Corbicula africana (Krauss, 1848).
- Corbicula australis
- Corbicula fluminalis (O. F. Müller, 1774).
- Corbicula fluminea (O. F. Müller,1774) - Almeja de Asia.
- Corbicula fluviatilis
- Corbicula japonica Prime, 1864 .
- Corbicula largillierti (Philippi, 1844).
- Corbicula leana (Prime, 1864).
- Corbicula linduensis Bollinger, 1914.
- Corbicula loehensis Kruimel, 1913.
- Corbicula madagascariensis Smith, 1882.
- Corbicula matannensis Sarasin & Sarasin, 1898.
- Corbicula moltkiana Prime, 1878.
- Corbicula possoensis Sarasin & Sarasin, 1898.
- Corbicula sandai Reinchardt, 1878.